# 马忠骏早期旧居
马忠骏早期旧居又称“马道台府”，是黑龙江省哈尔滨市的一座历史建筑，位于南岗区中山路171号。现为和平邨宾馆。

## 历史
1921年，马忠骏出任东省特别区市政管理局局长，修筑通道大街（即今中山路），以及私人公馆，为意大利中世纪寨堡风格，构图自由。1956年，这里改为接待领导人的高级宾馆，称为“107”招待所。现为和平邨宾馆，对公众开放。2007年9月30日，成为哈尔滨市文物保护单位。